# Município de Trinity (condado de Randolph, Carolina do Norte)
Localização da Carolina do Norte nos E.U.A.
O município de Trinity (em inglês: Trinity Township) é um localização localizado no  condado de Randolph no estado estadounidense da Carolina do Norte. No ano 2010 tinha uma população de 26.604 habitantes.

## Geografia
O município de Trinity encontra-se localizado nas coordenadas 35° 52′ 57,49″ N, 79° 59′ 12,14″ O.